# Deportivo Cali
Asociación Deportivo Cali este un club de fotbal cu sediul în Cali , Columbia.Echipa susține meciurile de acasă pe un stadion nou inagurat în 2008, cu o capacitate de 55.000 de locuri ,numit Estadio Deportivo Cali.